# Johann Matthias Schaden
Johann Matthias Schaden (russisch Иоганн Матиас Шаден; * 11. Mai 1731 in Preßburg; † 28. Augustjul. / 8. September 1797greg. in Moskau) war ein ungarisch-russischer Philosoph und Hochschullehrer.

## Leben
Schaden besuchte das Gymnasium in Pressburg und begann 1752 das Studium an der Universität Tübingen. Er hörte insbesondere die Vorlesungen Johann Friedrich Cottas, Johann Gottlieb Fabers und Johann Kies’. Die Universität Tübingen promovierte ihn zum Doktor der Philosophie.
1756 nahm Schaden den Ruf an die 1755 eröffnete Universität Moskau an und wurde Rektor der Universitätsgymnasien. Bei der Amtseinführung im Juni 1756 hielt er die Rede De gymnasiis in Moscovia rite aperiundis. Im November erstellte er einen Studienplan für die Gymnasien der Universität Moskau, der später von Johann Georg Schwarz verändert wurde. Im Dezember 1756 hielt er eine Rede über die Art und Weise des Lehrens und Studierens von Wissenschaft. Sein Vorbild war Christian Fürchtegott Gellert. 1757 beim Übergang der Gymnasiasten in die Universität hielt er eine Rede über die Traditionen der Vergabe von Auszeichnungen. Seine Reden hielt er auf Latein, wozu er auch Übungen durchführte. An der Universität lehrte er 1757 die griechische Sprache und zeigte griechische und römische Altertümer. Er gab eine Einführung in die freien Wissenschaften und für Liebhaber Einführungen in die Numismatik und Heraldik.
1764–1765 hielt Schaden Vorlesungen über Logik, Metaphysik und Ästhetik. 1771 gab er das Rektorenamt für die beiden Gymnasien ab und übernahm als ordentlicher Professor den Lehrstuhl für praktische Philosophie, an dem er auch Ethik lehrte und bis 1796 sich in seinen Vorlesungen mit Johann Heinrich Winckler, Johann August Ernesti, Johann Georg Heinrich Feder und Ludwig Heinrich von Jakob sowie im Hinblick auf das Volks-, Natur- und Staatsrecht mit Jakob Friedrich von Bielfeld (übersetzt von Anton Alexejewitsch Barsow) und Gottfried Achenwall beschäftigte. Sieben der lateinischen Reden Schadens aus den Jahren 1767–1793 wurden von seinen Schülern ins Russische übersetzt und in beiden Sprachen gedruckt. Im Hinblick auf das Gemeinwohl und die Förderung der Wissenschaften und Künste zog er das monarchische dem republikanischen System vor. Zu Schadens Schülern gehörten Denis Iwanowitsch Fonwisin, Nikolai Michailowitsch Karamsin, Michail Nikititsch Murawjow und Platon Petrowitsch Beketow. In den 1770er und 1780er Jahren führte Schaden auch ein Internat. 1797 machte Schaden seine Studenten mit der kritischen Philosophie Kants bekannt.
1807 wurde der Universität Moskau Schadens Bibliothek mit 4370 Bänden übergeben.